# Michelle Hardwick
Michelle Hardwick (Wakefield, Yorkshire; 26 de febrero de 1976) es una actriz inglesa, más conocida por haber interpretado a Lizzie Hopkirk en la serie The Royal y a Vanessa Woodfield en la serie Emmerdale Farm.

## Biografía
Es abiertamente gay, en julio de 2013 habló públicamente sobre su sexualidad por primera vez y reveló que tenía una relación con Rosie Nicholl. En enero de 2014, anunció que ella y Rosie se habían comprometido. La pareja se casó el 4 de abril de 2015; sin embargo, en febrero de 2017 se anunció que se habían divorciado.
En octubre del 2018 reveló que se encontraba en una relación con la productora Kate Brooks, y en diciembre del mismo año anunciaron que estaban comprometidas. Se casaron el 10 de septiembre de 2019 en Graceland, Memphis, Tennessee. Hardwick dio a luz a su primer hijo, Edward Peter Brooks, el 9 de octubre de 2020. Su hija, Betty Boo Brooks, nació el 15 de noviembre de 2022.

## Carrera
En 1997 interpretó a Sheila Dixon en la serie británica Coronation Street; al año siguiente interpretó a Naomi Russell. En 1998 apareció por primera vez en la serie Heartbeat, donde interpretó a Sandra en el episodio "Toss Up"; en 2002 interpretó a Lesley Sutton durante el episodio "Coming of Age".
En 2003 se unió al elenco principal de la serie The Royal, donde interpretó a la recepcionista Lizzie Kennoway-Hopkirk hasta el final de la serie en 2011.
En 2012 apreció como invitada en dos episodios de la popular serie Hollyoaks, donde interpretó a la detective inspectora de la policía Parker. El 10 de diciembre del mismo año, se unió al elenco de la exitosa serie británica Emmerdale Farm, donde interpreta a la veterinaria Vanessa Woodfield hasta ahora.

## Apoyo a beneficencia
Ha formado parte de varios eventos de "Race for Life" para recaudar dinero para el Cancer Research UK, en donde habla del éxito de su hermano contra el cáncer de piel.

## Filmografía

### Series de televisión
| Año               | Título            | Personaje         | Notas                    |
| ----------------- | ----------------- | ----------------- | ------------------------ |
| 2012 - presente   | Emmerdale Farm    | Vanessa Woodfield | 469 episodios            |
| 2012              | Hollyoaks         | Detective Parker  | 2 episodios              |
| 2003 - 2009, 2011 | The Royal         | Lizzie Hopkirk    | 82 episodios             |
| 2004              | The Courtroom     | Stella Durham     | episodio "The Postman"   |
| 2002              | Heartbeat         | Lesley Sutton     | episodio "Coming of Age" |
| 1998              | Coronation Street | Naomi Russell     | episodio # 1.4500        |

### Intérprete
| Año  | Título      | Notas                                                                     |
| ---- | ----------- | ------------------------------------------------------------------------- |
| 2004 | Abbamania 2 | cantó la canción "Waterloo" junto a Vickie Gates, Will Mellor y Lee Otway |

### Teatro
| Año  | Obra                       | Personaje       | Teatro | Notas                                                  |
| ---- | -------------------------- | --------------- | ------ | ------------------------------------------------------ |
| 2011 | Death by Fatal Murder      | Nancy Allwright | -      | junto a David Callister, Katy Manning y Leslie Gratham |
| -    | A Midsummer Night's Dream  | -               | -      | -                                                      |
| -    | The Erpingham Camp         | -               | -      | -                                                      |
| -    | The Merry Wives Of Windsor | -               | -      | -                                                      |
| -    | Much Ado About Nothing     | -               | -      | -                                                      |
| -    | Romeo and Juliet           | -               | -      | -                                                      |
| -    | Snow White                 | -               | -      | -                                                      |
| -    | Cinderella                 | -               | -      | -                                                      |

## Premios y nominaciones
| Año  | Categoría     | Premios                   | Serie          | Resultado |
| ---- | ------------- | ------------------------- | -------------- | --------- |
| 2014 | Best Newcomer | National Television Award | Emmerdale Farm | Nominada  |